# Çubukluosmaniye, İzmit
Çubukluosmaniye là một xã thuộc thành phố İzmit, tỉnh Kocaeli, Thổ Nhĩ Kỳ. Dân số thời điểm năm 2010 là 575 người.